# Schlechtsarter Schweiz
Das Naturschutzgebiet Schlechtsarter Schweiz liegt im Landkreis Hildburghausen in Thüringen. 
Es erstreckt sich östlich von Trappstadt, einem Markt im unterfränkischen Landkreis Rhön-Grabfeld in Bayern, und nördlich von Gompertshausen, einem Stadtteil von Heldburg. Östlich verläuft die Landesstraße L 2671 und am westlichen Rand des Gebietes die Landesgrenze zu Bayern. Westlich – auf bayerischem Gebiet – erstreckt sich das 253,3 ha große Naturschutzgebiet Altenburg bei Trappstadt.

## Bedeutung
Das 538,5 ha große Gebiet mit der NSG-Nr. 265 wurde im Jahr 2010 unter Naturschutz gestellt. 